# Theodoric I
Theodoric I (tiếng Goth: Þiudareiks; tiếng Đức: Theodorid hay Theodorich; tiếng Latinh: Theodericus; ? – 451), gọi theo tiếng Tây Ban Nha, Bồ Đào Nha và Ý là Teodorico, là một vị vua German của người Visigoth trị vì từ năm 418 đến năm 451. Vốn chỉ là một đứa con ngoài giá thú của Alaric, Theodoric trở nên nổi tiếng trong việc đánh bại Attila tại trận đồng bằng Catalaunian năm 451 mà chính ông cũng tử trận tại đó.

## Sự nghiệp ban đầu
Năm 418 Theodoric trở thành người kế vị vua Wallia. Người La Mã đã ra lệnh cho vua Wallia phải di dời người dân của mình từ Iberia sang xứ Gaul. Với tư cách là một vị vua, Theodoric đã hoàn thành các khu định cư của người Visigoth ở Gallia Aquitania II, Novempopulana và Gallia Narbonensis, và sau đó lợi dụng sự suy giảm quyền lực của Đế chế La Mã để mở rộng lãnh thổ của mình về phía nam.
Sau cái chết của Hoàng đế Honorius và sự soán ngôi của Joannes trong một cuộc tranh đoạt nội bộ năm 423 nổ ra tại Đế quốc La Mã. Theodoric bèn nhân cơ hội này cố gắng chiếm giữ ngã ba đường quan trọng Arelate, nhưng magister militum Aëtius được sự hỗ trợ từ người Hung, đã kịp thời cứu lấy thành phố. Người Visigoth đành phải ký kết hòa ước và gửi một nhà quý tộc Gaul sang làm con tin. Hoàng đế sau này là Avitus đã có lần mời Theodoric sang sống tại triều đình La Mã và dạy dỗ các con mình.

## Bành trướng đến Địa Trung Hải
Do người La Mã đã phải chiến đấu chống lại người Frank đang cướp phá Cologne và Trier vào năm 435, và vì các sự kiện khác mà Theodoric tìm thấy cơ hội để chinh phục Narbo Martius vào năm 436 để có được lối vào vùng biển Địa Trung Hải và các đường giao thông đến dãy núi Pyrenees. Nhưng Litorius với sự trợ giúp của người Hung mới có thể ngăn chặn việc chiếm thành phố và đánh đuổi người Visigoth trở về thủ đô Tolosa của họ. Đề nghị hòa bình của Theodoric đã bị từ chối, nhưng nhà vua lại thắng trận quyết định tại Tolosa, và Litorius sớm chết trong tù của người Goth từ những vết thương mà ông đã nhận được trong trận chiến này. Avitus theo sự thu xếp của Aëtius đã đến Tolosa và đưa ra một hòa ước mà Theodoric chịu chấp nhận. Có lẽ người La Mã đã công nhận chủ quyền của nhà nước Visigoth tại thời điểm đó.

## Xung đột với người Vandal
Theodoric đã gả một cô con gái của mình cho Huneric, con trai của vua người Vandal là Genseric vào khoảng năm 429, Nhưng Huneric sau đó lại có tham vọng muốn cưới Eudocia, con gái của Hoàng đế Tây La Mã Valentinianus III. Vì thế ông ta liền buộc tội cô con gái của Theodoric trù tính giết mình, rốt cuộc người vợ đáng thương này đã bị cắt tai và xẻo mũi vào năm 444, rồi mới gửi trả lại cho cha mình. Hành động này làm dấy lên mối thù hận giữa người Visigoth và Vandal kể từ đó. Kẻ thù của Aëtius, nguyên magister militum Sebastianus có dịp tới Tolosa viếng thăm vị vua Visigoth vào năm 444. Do có mối quan hệ căng thẳng với Aëtius nên Theodoric đã sớm tống cổ vị khách phiền toái này đi làm Sebastianus tức giận tiến quân chiếm luôn Barcelona và về sau (năm 450) bị xử tử theo lệnh của Genseric.
Theodoric cũng là kẻ thù của vua người Suevi là Rechila ở Iberia, do quân Visigoth đã hỗ trợ viên chỉ huy của đế chế La Mã là Vitus trong chiến dịch chống lại người Suevi vào năm 446. Tuy vậy, khả năng của họ dẫn tới sự phòng thủ vững mạnh và các mối quan hệ tốt đẹp hơn giữa Genseric và Đế chế La Mã đã khiến cho Theodoric phải thay đổi chính sách đối ngoại của mình. Vì thế vào tháng 2 năm 449 ông đã kết hôn với một trong số các cô con gái của vua Suevi Rechila và đến thăm cha vợ ở Tolosa vào tháng 7 cùng năm. Theo tác giả Isidore xứ Seville thì trên đường trở về, Rechiar với trợ giúp của quân Visigoth đã tàn phá khu vực xung quanh thành phố Caesaraugusta và tìm cách tiến chiếm Ilerda. Một số học giả gần đây nghi ngờ rằng Theodoric đã đề ra các biện pháp lập pháp, vì nó đã được giả định vào thời điểm trước đây.

## Liên minh chống lại người Hung
Khi vua Attila thống lĩnh đội quân đông đảo của ông tiến về phía Tây Âu và cuối cùng đã xâm lược xứ Gaul, Avitus bèn sắp đặt một liên minh giữa Theodoric và kẻ thù lâu đời của ông Aëtius chống lại người Hung. Theodoric chấp nhận liên minh này vì ông nhận ra mối hiểm họa của người Hung đe dọa lãnh thổ riêng của mình. Với toàn bộ quân đội của mình và hai người con là Thorismund và Theodoric, Theodoric gia nhập đạo quân của Aëtius. Liên quân Visigoth và La Mã sau đó đã giải vây civitas Aurelianorum và buộc Attila phải rút quân vào tháng 6 năm 451.

## Tử trận ở Châlons
Sau đó Aëtius và Theodoric tức tốc dẫn theo quân sĩ truy kích người Hung và giao chiến với họ trong trận Châlons gần Troyes vào khoảng tháng 9 năm 451. Hầu hết người Visigoth chiến đấu tại cánh phải dưới sự chỉ huy của Theodoric nhưng một lực lượng nhỏ hơn đã chiến đấu ở cánh trái dưới sự chỉ huy của Thorismund.
Lực lượng của Theodoric đã góp phần quyết định vào chiến thắng đáng kể của người La Mã, nhưng bản thân ông thì lại tử nạn nơi sa trường. Jordanes có ghi lại hai tài liệu khác nhau về cái chết của ông: một là Theodoric đã bị ngã ngựa và giẫm đạp đến chết; thứ hai là Theodoric đã bị ngọn giáo của Ostrogoth Andag đâm chết, mà tên lính này lại là cha của người bảo trợ Jordanes là Gunthigis. Thi thể của Theodoric chỉ được tìm thấy vào ngày hôm sau. Theo tập tục của dân tộc Goth, các chiến binh của Theodoric vây xung quanh than khóc và chôn cất ông ngay trên chiến trường. Rồi sau đó họ bầu chọn Thorismund làm người kế thừa ngôi vua Visigoth. Những người con khác của Theodoric là Theodoric II, Frederic, Euric, Retimer và Himnerith.

## Di sản
Về sự hy sinh oanh liệt của nhà vua và chiến thắng tiếp theo đánh bại Attila tại trận Châlons, Theodoric đã trở thành một nhân vật được sùng kính trong lịch sử phương Tây và đóng vai trò là nguồn cảm hứng cho nhà văn J. R. R. Tolkien sáng tạo ra nhân vật vua Theoden xứ Rohan trong bộ ba tiểu thuyết Chúa tể những chiếc nhẫn.